# Collégiale Sainte-Marie de Stargard
La collégiale Sainte-Marie de Stargard est un édifice religieux catholique situé dans la ville de Stargard en Pologne.

## Historique
La construction a commencé en 1292 et s'est achevée en 1500 avec la construction de la tour et du presbytère. Un des architectes fut Hinrich Brunsberg qui travailla notamment sur le chœur.

## Dimensions
Les dimensions de l'édifice sont les suivantes :
- Hauteur de la nef : 32,5 m (une des plus hautes nef de Pologne)
- Longueur : 79,5 m
- Hauteur de la tour : 83,5 m
- Largeur : 37,8 m

L'édifice peut accueillir 10 000 fidèles.

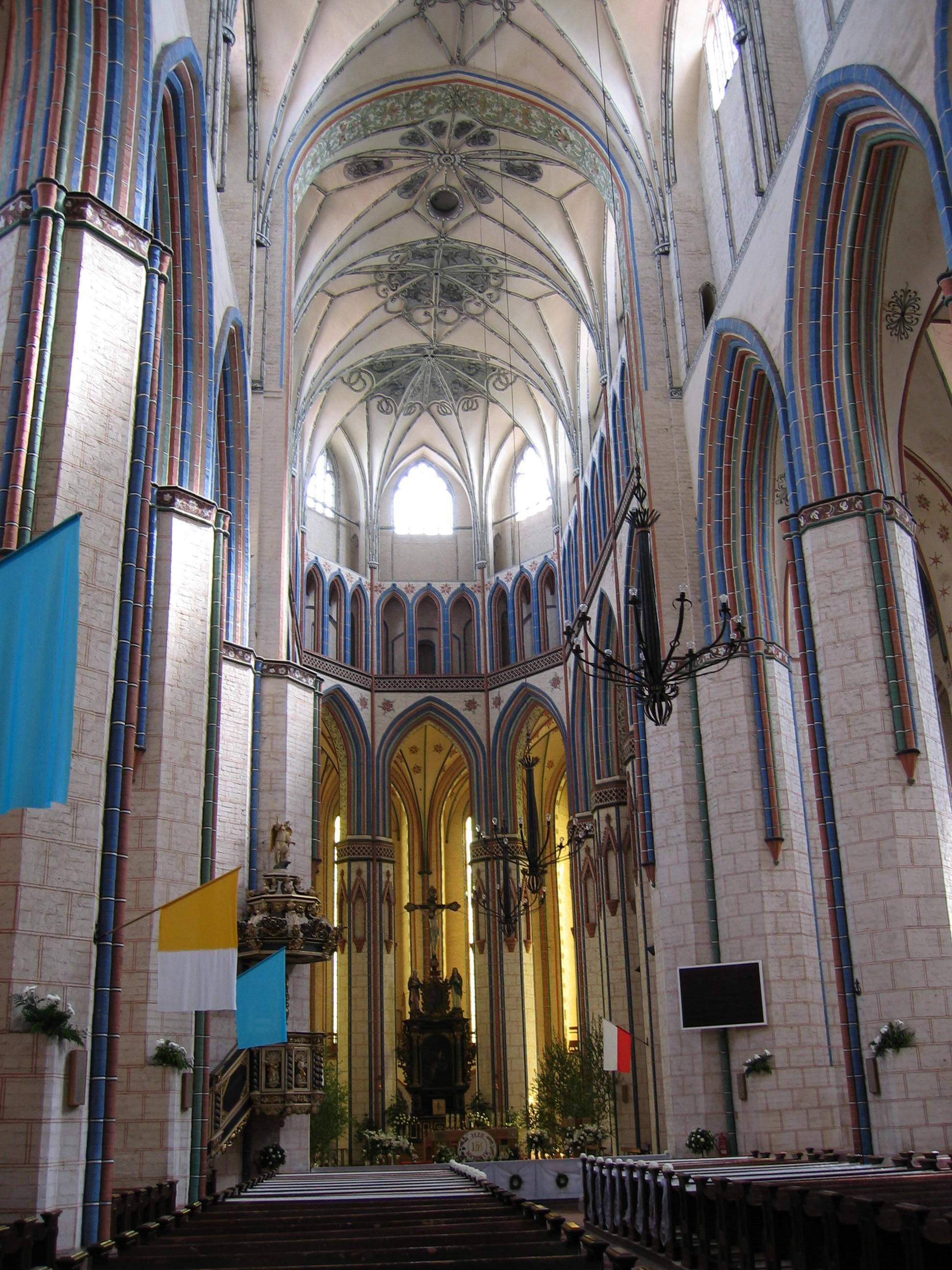
Intérieur de l'édifice

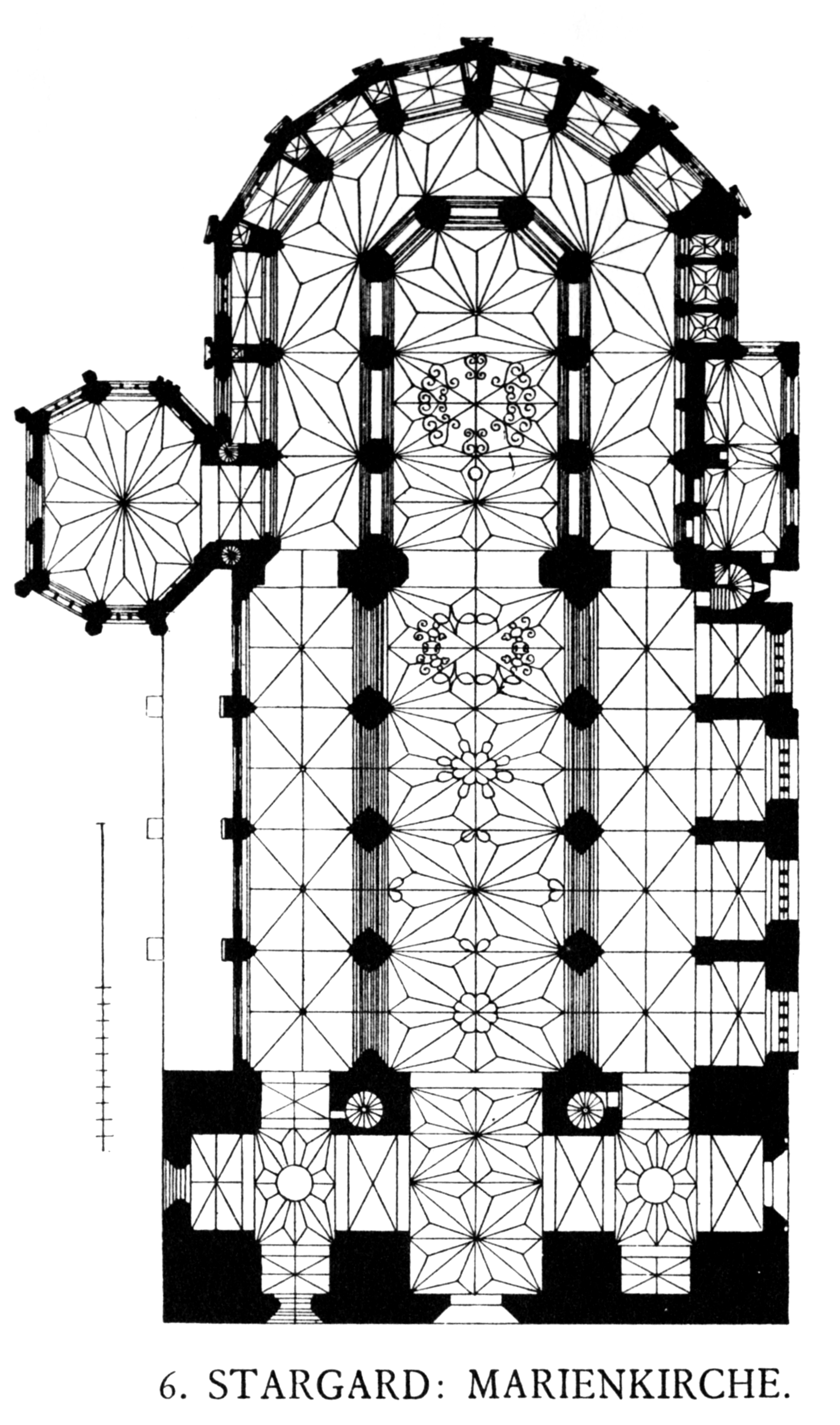
Plan